# Bartolomeo Giachino
Bartolomeo Giachino, detto Mino (Canale, 26 novembre 1945), è un politico italiano.

## Biografia
Ha ricoperto il ruolo di Consigliere di Amministrazione nella Società Italiana per il Traforo del Monte Bianco, di Dirigente nella Finanziaria E. Breda, di Consigliere dell'Ing. Vittorio Ghidella di Dirigente alla TNT e di Componente del Consiglio del CNEL designato
da CONFETRA.
Come collaboratore della Federcorrieri, negli anni 2001/2006, ha partecipato attivamente ai tavoli governativi che hanno portato agli accordi "Presidenza del Consiglio-Autotrasporto".
È stato Sottosegretario di Stato del Ministero delle Infrastrutture e dei Trasporti dal 12 maggio 2008 al 16 novembre 2011. Si è occupato, nel suo ruolo istituzionale di Sottosegretario, di trasporto merci e logistica. A Giachino si deve la Legge 127/2010.
Sotto la sua guida il tavolo dell'autotrasporto ha evitato al nostro Paese, unico in Europa, negli anni della crisi il danno pesante del blocco dei tir.
Per conto del Governo ha seguito i lavori parlamentari sul Nuovo Codice della Strada (legge 120/2010) portato alla approvazione il 28 luglio 2010 e con il quale i morti per incidenti stradali sono diminuiti da 4.500 del 2010 a 3.385 del 2014.
Con Decreto del Presidente del Consiglio dei Ministri del 19 novembre 2009 è stato nominato Presidente della Consulta Generale per l'autotrasporto e per la logistica che per legge ha avuto il compito di elaborare il Piano Nazionale della Logistica consegnato al Ministro Passera nel settembre 2012. Il Piano Nazionale della Logistica, definito con la collaborazione del Comitato Scientifico del Piano (Proff. Bologna, Boitani, Dallari, Gros-Pietro, Incalza, Riguzzi e Rocco Giordano), è, ad oggi, il quadro più completo sulle inefficienze logistiche del nostro Paese con le proposte per il recupero di competitività e crescita economico-occupazionale.
Dal maggio 2013 al 28 novembre 2013 è stato Consigliere del Ministro dei Trasporti Lupi.
Il 7 settembre 2015 è stato nominato Presidente di SAIMARE S.p.A di Genova, azienda privata leader nei servizi ausiliari internazionali marittimi.
Nel 2017 ha ricevuto da Assologistica il premio "Logistico dell'anno" per la competenza, la passione e l'impegno nel settore dei trasporti.
Nel 2016 insieme ad alcuni giovani studenti ha fondato l'associazione Sì Lavoro, organizzatrice delle due manifestazioni a favore della Tav Torino-Lione del 10 novembre 2018 e del 12 gennaio 2019.
Si candida alle elezioni regionali del Piemonte nel 2019 con la lista “SI TAV” a sostegno di Alberto Cirio senza però essere eletto; la lista raccoglie circa 27.000 voti (1,41%).
Dal maggio 2020 è presidente e amministratore delegato della SAIMARE.
Nell'agosto del 2021 presenta la lista "Sì TAV Sì lavoro - Rinascimento" a sostegno di Paolo Damilano, candidato sindaco di Torino per il centro-destra; inizialmente aveva tentato la corsa in solitaria appoggiato anche dalla "Lista Sgarbi Rinascimento". La lista raccoglierà solo 1.320 voti pari allo 0,44%.
Nel 2022, dopo la sua esclusione dalle liste di Forza Italia, annuncia di votare per Fratelli d'Italia.